# امدن (زاکسونی)-آنهالت
امدن (زاکسونی)-آنهالت (به آلمانی: Emden) یک منطقهٔ مسکونی در آلمان است که در التنهاسن واقع شده‌است. امدن  ۲۹۸ نفر جمعیت دارد.